# Martin Segitz

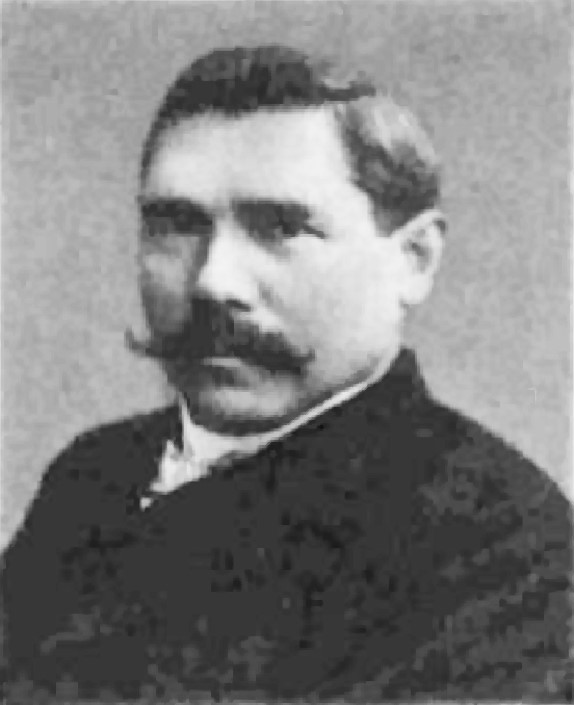
Martin Segitz

Martin Segitz (* 26. Juli 1853 in Fürth; † 31. Juli 1927 ebenda) war ein deutscher Gewerkschaftsführer und Politiker (SPD). 1919 war er kurzzeitig nach der Ermordung von Kurt Eisner zweiter Bayerischer Ministerpräsident im Freistaat Bayern.

## Leben
Segitz war gelernter Zinngießer. Von 1890 bis 1894 war er Redakteur der Fränkischen Tagespost, ab 1894 (erster hauptamtlicher) Arbeitersekretär der Sozialdemokratie in Nürnberg. Als Mitglied der SPD saß er ab 1898 im Bayerischen Landtag in der Kammer der Abgeordneten und von 1898 bis 1903 sowie von 1912 bis 1918 im Deutschen Reichstag.
Segitz wurde nach der Beendigung des Ersten Weltkrieges im November 1918 von der bayerischen Staatsregierung als Staatskommissar für Demobilmachung eingesetzt. Nach der Ermordung des ersten Ministerpräsidenten des Freistaates Bayern, Kurt Eisner, wurde Segitz vom Rätekongress am 1. März 1919 als dessen Nachfolger proklamiert, der Landtag erkannte ihn aber nicht an und wählte am 17. März Johannes Hoffmann (ebenfalls SPD) als Verfechter einer pluralistisch-parlamentarischen Demokratie zum Ministerpräsidenten Bayerns. Am 7. April wurde dann in München die Räterepublik ausgerufen. Die Staatsregierung Hoffmann, der Segitz als Minister angehörte, flüchtete nach Bamberg und kehrte im August 1919 nach München zurück. Segitz war von März bis Mai 1919 Innenminister und im Anschluss bis März 1920 Minister für soziale Fürsorge. Dem Bayerischen Landtag gehörte er bis zu seinem Tode an.
Im Jahr 1931 erhielt eine Straße in der von den Gewerkschaften neu gebauten Wohnstadt Carl Legien in Berlin-Prenzlauer Berg seinen Namen, die aber nach der „Machtergreifung“ von den Nationalsozialisten 1933 umbenannt wurde. 1947 wurde im „Gewerkschafterviertel“ von Berlin-Kreuzberg der Segitzdamm nach ihm benannt. In Fürth wurde 2005 die Staatliche Berufsschule III nach ihm als Martin-Segitz-Schule benannt.